# Mustafa Saymak
Mustafa Saymak (* 11. Februar 1993 in Deventer) ist ein niederländisch-türkischer Fußballspieler.

## Karriere

### Verein
Saymak kam 1993 als Sohn türkischstämmiger Eltern, die aus der westtürkischen Provinz Denizli stammen, im niederländischen Deventer auf die Welt. Hier begann er mit dem Vereinsfußball in der Jugend von C.S.V. De CJV-ers und durchlief anschließend die Nachwuchsabteilungen von SV Schalkhaar und PEC Zwolle. Zum Sommer 2011 wurde er beim Eerste-Divisie-Verein PEC Zwolle in den Profikader integriert. In seiner ersten Saison absolvierte Saymak dann 17 Ligaspiele und erzielte dabei drei Tore. Mit seinem Team feierte er zum Saisonende die Meisterschaft der Eerste Divisie und stieg somit in die Eredivisie auf. Auch in dieser Liga kam Saymak zu regelmäßigen Einsätzen.
Im Sommer 2018 wechselte Saymak in die Türkei zu Çaykur Rizespor und kehrte nach einer Saison wieder zu PEC Zwolle zurück.

### Nationalmannschaft
Saymak startete seine Nationalmannschaftskarriere in der niederländischen U-19-Nationalmannschaft und absolvierte für diese zwei Spiele. 2013 wurde er im Zuge zweiter Testspiele in den Kader der türkischen U-20-Nationalmannschaft nominiert. Wegen der besseren Perspektive entschied er sich, in Zukunft für die türkischen Nationalmannschaften zu spielen.
Im Rahmen der U-20-Fußball-Weltmeisterschaft 2013 wurde er in das Turnieraufgebot der türkischen U-20-Nationalmannschaft berufen.

## Erfolge
- Mit PEC Zwolle
  - Niederländischer Pokalsieger: 2013/14
  - Meister der Eerste Divisie: 2011/12